# Auguste Daumain
Auguste Daumain (Selles-sur-Cher, Loir-et-Cher, 31 de juliol de 1877 - ?) va ser un ciclista francès que va córrer a cavall del segle xix i segle xx.
Com a ciclista amateur va prendre part en els Jocs Olímpics de París de 1900, en què disputà les dues proves de què constà el programa de ciclisme d'aquelles Olimpíades. En la cursa dels 25 km guanyà la medalla de bronze, per darrere els també francesos Louis Bastien i Louis Hildebrand. En la cursa d'esprint quedà eliminat als quarts de final.
Com a professional destaca la sisena posició final al Tour de França de 1904.

## Palmarès
- 1900
  -  Medalla de bronze en la cursa dels 25 km dels Jocs Olímpics de París

### Resultats al Tour de França
- 1903. Abandona (1a etapa)
- 1904. 6è de la classificació general
- 1905. Abandona (4a etapa)